# 綺夢春色
《綺夢春色》（德語：Traumnovelle）是奧地利作家亞瑟·史尼茲勒創作的1926年中篇小說，曾被斯坦利·库布里克改編成1999年電影《大开眼戒》。劇情描述一個家庭美滿的醫師，因為聽了妻子講述多年前的一次豔遇而不是滋味，在衝動之下冒險參加了一個神秘的私人派對。

## 劇情概要
在維也納，弗里多林是一名醫師，有美麗的妻子艾普汀娜和可愛的女兒陪伴。某天，因為交際舞會的契機，艾普汀娜對弗里多林訴說起兩人結婚前夕，她和陌生男子的豔遇，而弗里多林也談到自己曾深受一名比他小的純真少女吸引。兩人達成共識，如果未來有類似的情形發生，一定要老實告訴彼此，以免互相猜忌。然而弗里多林對妻子彷彿不貞的描述湧現煩躁，開始不想回家。他在街上四處漫遊，並被其他女人弄得心煩意亂，一個是患者的女兒，有未婚夫但暗戀弗里多林，另一個則是對他求歡的陌生女子。後來他巧遇老同學納吉狄哥。納吉狄哥是鋼琴家，正要去一間豪宅的私人派對演奏，弗里多林得知那是一個刺激神秘的蒙面派對後，顧不得一切就想前去。
弗里多林透過臨時租來的服裝和納吉狄哥給他的暗號，進到了派對裡頭。派對裡頭的香豔刺激令弗里多林心蕩神馳，一群只著面紗的全裸女郎一動也不動地站著，他高漲的性慾化為煎熬。然而，有一名著長衫的黑髮女郎警告弗里多林他不屬於這裡，趁早離開為妙，但弗里多林一點都不想離開。黑髮女郎百般迴護無效，最終弗里多林的冒牌身分被揭穿並強制驅離，離去前看見黑髮女郎被人脫去長衫和面紗，她的胴體和美貌烙印在弗里多林的記憶中。
弗里多林滿心都是那名黑髮女郎，掛念她即便可能受罰仍要如此袒護自己。弗里多林想發設法再次參加派對，但只得到了第二次的勸退和警告。又過了一段時間，弗里多林得知有一名女子芭蘿妮絲·杜比斯基因毒而死，種種因素使他認為這女子就是黑髮女郎。弗里多林用醫師的身分進到醫院停屍間，判定女子便是黑髮女郎，但主觀上不願承認，畢竟人已死就沒有任何意義了。弗里多林回到家後，艾普汀娜正在睡覺。弗里多林心裡湧起一股愛意，便將這些天的遭遇向艾普汀娜坦承。艾普汀娜安慰他，這些遭遇就像她當年的豔遇，不過是生活的一小部分，只慶幸他們都沒有造成任何傷害。最後兩人一同睡去，並迎來新的一天。

## 改編媒體
- ：1969年奧地利電視電影，由Wolfgang Glück（英语：Wolfgang Glück）導演。
- ：1983年義大利電影。
- ：1989年義大利電影。
- 《大开眼戒》：1999年英美合拍電影，由斯坦利·库布里克導演。
- ：2008年BBC Radio 7（英语：BBC Radio 4 Extra）的有聲書節目[1]。
- ：2011年舞台劇，由Igor Bauersima（英语：Igor Bauersima）操刀，於约瑟夫城剧院首演。
- ：2012年圖像小說，由Jakob Hinrichs創作。
- ：2024年德國翻拍成電影。

## 中譯本
- 亞瑟·史尼茲勒(著), 太藍(譯). . 台北市: 時報文化. 1999-08-23. ISBN 957-13-2960-6.

## 外部連結
- Traumnovelle (German)  - 古滕堡分布式校对（加拿大）